# Матай (певица)
Шэрон Матай (англ. Sharon Mathai), наиболее известна как Матай — американская певица, участница второго сезона шоу NBC The Voice. Родилась 27 ноября 1992 года в Куинсе. Принадлежит к первому поколению своей семьи (которая родом из штата Керала, Индия), берущему корни из США. Её псевдоним Матай происходит из языка малаялам.
Пение всегда было хобби для Матай. Обучаясь классическому джазу с самого детства, Матай смогла выработать свой стиль в возрасте 16 лет со звучанием, напоминающим Билли Холидей, Нору Джонс, Нелли Фуртадо и Адель. В качестве оказавших наибольшее влияние на свое творчество Матай называет Джонни Кэша и Эми Уайнхаус.

## Ранняя жизнь
Начала петь в возрасте 3 лет, выступая на церковных мероприятиях. Когда ей было 10 лет, её семья перебралась в Даллас, штат Техас.
В течение следующих девяти лет она обучалась в Coppell High School, где училась на хорошо четыре года. Впоследствии поступила в Texas Women's University, сдав экзамены и набрав 3,98 балла.

## Карьера

### Начало
На протяжении всей зимы 2010 года выступала на множестве мероприятий в Орландо, во Флориде, где была замечена менеджерами различных развлекательных программ, и вскоре после этого, взяв перерыв в обучении в школе, перебралась в Атланту чтобы продолжить свою музыкальную карьеру.
В конце того же 2010 года пробовалась на участие в реалити-шоу The Glee Project, являвшемся своего рода кастингом сериала FOX «Хор».
В ноябре 2011 года Матай пробовалась на участие во втором сезоне шоу талантов The Voice, идущего на канале NBC. Её исполнение песни Адель «Rumor Has It» привлекло внимание трёх из четырёх судей проекта (Адама Левина, Блейка Шелтона и Си Ло Грина). Попав в команду Адама, Матай выбыла из проекта, набрав 10 баллов. Её родители сначала были против участия певицы в шоу, но изменили своё мнение, когда Матай там добилась успеха.

### ПослеThe Voice
Сотрудничала с Lecrae при записи трека «Free From it All», вошедшего в альбом Gravity, выпущенный 4 сентября 2012 года и достигший 3 места в Billboard 200. Также альбом получил премию «Грэмми» за лучший госпел альбом на 55 церемонии 2013 года.
4 июля 2013 года Матай выпустила свой дебютный мини-альбом «Girl Like Me», состоящий из восьми оригинальных песен. Ранее 25 марта 2013 года вышел её дебютный сингл «Once Again». Продюсированием мини альбома занимались: сама Матай, лауреат премии «Грэмми» Дру Кастро и Пьер Медор (из Tha Cornaboyz).